# Taser

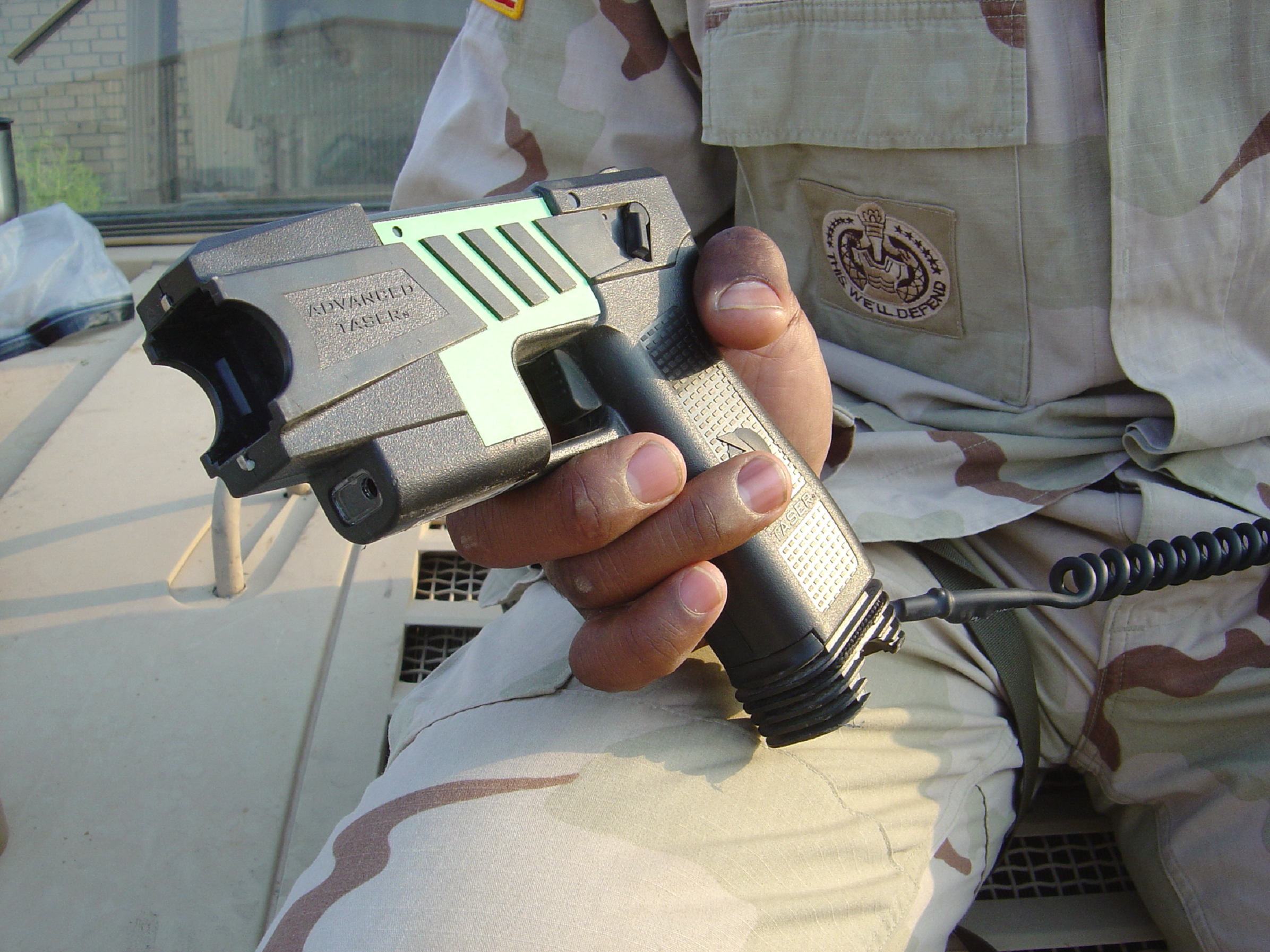
Taser M26, model militar.

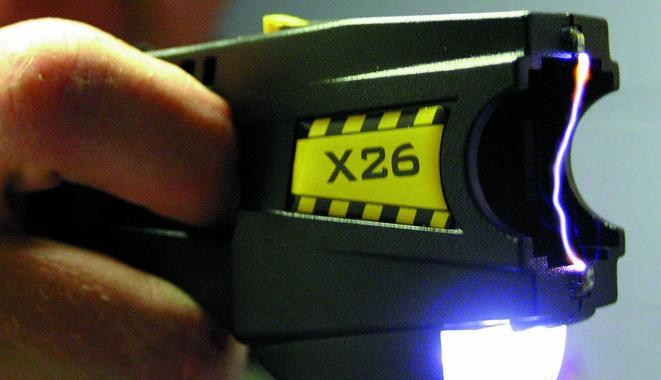
Un taser x26. Se observă arcul electric format între cei doi electrozi.

Un taser (acronim de la Thomas A. Swift's Electronic Rifle), sau „pistol cu electroșocuri”, este un dispozitiv electronic ce permite asigurarea liniștii publice de către forțele de ordine.
Aparatul funcționează pe principiul unui pistol obișnuit, cu particularitatea că taser-ul nu utilizează gloanțe, ci un șoc electric paralizant. Pentru utilizarea lui se apasă pe trăgaci, iar din interiorul lui sunt propulsate două sonde electrice. În cazul unui taser căruia nu i s-a montat în prealabil un cartuș, între cei doi electrozi există o tensiune suficient de mare și astfel se produce un arc electric. În momentul în care taser-ul formează un circuit închis cu organismul uman, acesta din urmă primește un șoc circulant de 1.200 V. Totuși, ceea ce dă puterea necesară pentru a doborî un om, nu constă în cei doi acumulatori Li-ion, ci într-un transformator care produce o tensiune inițială de 50.000 V, care este suficientă pentru a întrerupe comunicarea dintre sistemul nervos central și principalii mușchi locomotori. 
Principalele componente ale unui taser sunt:
- mânerul (în care are încorporat trăgaciul, acumulatorii Li-ion, precum și un afișaj LED);
- corpul (care conține principalul sistem electronic, o lanternă și un modul laser pentru o mai mare acuratețe a tragerii);
- cartușul (în care se află sondele propulsate de o mică cantitate de exploziv similar celui dintr-un airbag).

## Legături externe
- en Tasers in medicine: an irreverent call for proposals Arhivat în 1 august 2013, la Archive.is — editorial in Canadian Medical Association Journal by Matthew B. Stanbrook, MD PhD, 2008
- en Taser laws by state and city, local and state, by Ryan R. Karpilo, 2012 <link does not work>
- en The Use of Conducted Energy Devices (Tasers) TELEMASP Bulletin, Texas Law Enforcement Management and Administrative Statistics Program